# Ipochira
Ipochira is een kevergeslacht uit de familie van de boktorren (Cerambycidae). De wetenschappelijke naam van het geslacht werd voor het eerst geldig gepubliceerd in 1864 door Pascoe.

## Soorten
Ipochira omvat de volgende soorten:
- Ipochira robusta Pic, 1934
- Ipochira albomaculipennis Breuning, 1966
- Ipochira celebensis Breuning, 1958
- Ipochira enganensis Breuning, 1970
- Ipochira leitensis Breuning, 1970
- Ipochira perlata Pascoe, 1864
- Ipochira philippinarum Aurivillius, 1927